# 日本甲冑武具研究保存会
一般社団法人日本甲冑武具研究保存会（にほんかっちゅうぶぐけんきゅうほぞんかい、英語名：The Association for the Research and Preservation of Japanese Helmets and Armor）は、東京都新宿区に本部を置く日本の一般社団法人である。

## 概要
日本の甲冑（鎧兜）武具は金工・漆工・染織などの技術の集成で、各時代の最高水準の技術をもって作り上げられた世界に誇る美術工芸品であり、また、それらを造った甲冑師と、着用した武将の魂の籠められた文化遺産である。甲冑を中心に、馬具・陣羽織・旗幟・指揮具・銃砲など江戸時代までの中近世における武具全般を対象にした研究と、後世に伝えてゆくための保存活動を行うとともに、これを愛好する会員たちの親睦の集まりとして設立された。
1961年の創設以来、唯一文部科学省による社団法人（旧）の認可を受けた甲冑武具の研究団体として海外でも認知されている。
これまでに、全国各地や欧米での甲冑武具展覧会を開催、また協力し、甲冑武具審査を行い認定書を発行するなど、研究、保存活動においても数々の活動を行っている。国内には東京の本部と東海支部、近畿支部があり、それぞれ定期的に研究例会が行われ、講師・会員による研究が発表される。これらの研究と会員からの寄稿により機関誌『甲冑武具研究』（季刊）が発行されている。
当会の専門家が、美術的・歴史的価値が高く、保存状態の良い国内の甲冑・武具を対象に審査、評価、格付けを行い、甲冑については5つの等級に分けて認定書を発行している。その甲冑の等級は価値が高い順から「重要文化資料」「甲種特別貴重資料」「特別貴重資料」「貴重資料」「保存資料」である。なお、日本刀、刀装、刀装具に関しては当会の管轄外であり、日本美術刀剣保存協会が4つの等級に格付けして認定書を発行している。

## 海外支部
近年の海外におけるサムライブームにより欧米を中心とした日本甲冑コレクターが増加し（長引く不況も甲冑武具の海外流出に拍車をかけた）、会への海外からの問い合わせも激増したため、国内の外国籍会員の仲介で2015年より海外会員の募集が始まった。2017年には海外支部（The Western branch of the Association for the Research and Preservation of Japanese Helmets and Armor）が設立された。ベルギー人実業家ルック・タールマン（Luc Taelman）を代表とし、欧米在住のコレクターや博物館を会員としている。これまで日本甲冑を専門とする研究機関が海外に存在していなかったこと、また言語の問題などから、メトロポリタン美術館などの法人会員も海外支部に参加している。